# Atrichopogon umbratilis
Atrichopogon umbratilis är en tvåvingeart som först beskrevs av John William Scott Macfie 1935.  Atrichopogon umbratilis ingår i släktet Atrichopogon och familjen svidknott. Inga underarter finns listade i Catalogue of Life.